# Vossenstreken
Vossenstreken was een Vlaamse komische politieserie, gebaseerd op de Britse reeks New Tricks, die vanaf januari 2015 werd uitgezonden op VTM. In de reeks komt het personage vertolkt door Barbara Sarafian aan het hoofd te staan van de nieuwe cel onopgeloste zaken, en krijgt zo de leiding over drie oude uitgerangeerde rechercheurs die oude dossiers heropenen en ophelderen.
De serie die als werktitel "Oude Vossen" droeg, werd opgenomen in de lente en zomer van 2014 met veel buitenopnames in Willebroek die bijdroeg aan de productiekosten in ruil voor de citymarketing. Prominent in beeld kwamen de Vredesbrug, Hazewinkel en het Broek, café Casino, de containerterminal en Klein-Willebroek.

## Rolverdeling
- Barbara Sarafian als Sara Roose, politiecommissaris en hoofd van de cel onopgeloste zaken.
- Karel Vingerhoets als Stan Van Riel, rechercheur.
- Vic De Wachter als Ludo Mannaert, rechercheur.
- Jappe Claes als Max Cuypers, rechercheur.
- Mathijs Scheepers als Bert Landers, de hoofdcommissaris.
- Flor Decleir als Jeroen Marissen, de agent die de post van de cel moet aannemen.
- Evelien Bosmans als Lore Mannaert, Ludo's dochter.